# Murs de Silésie

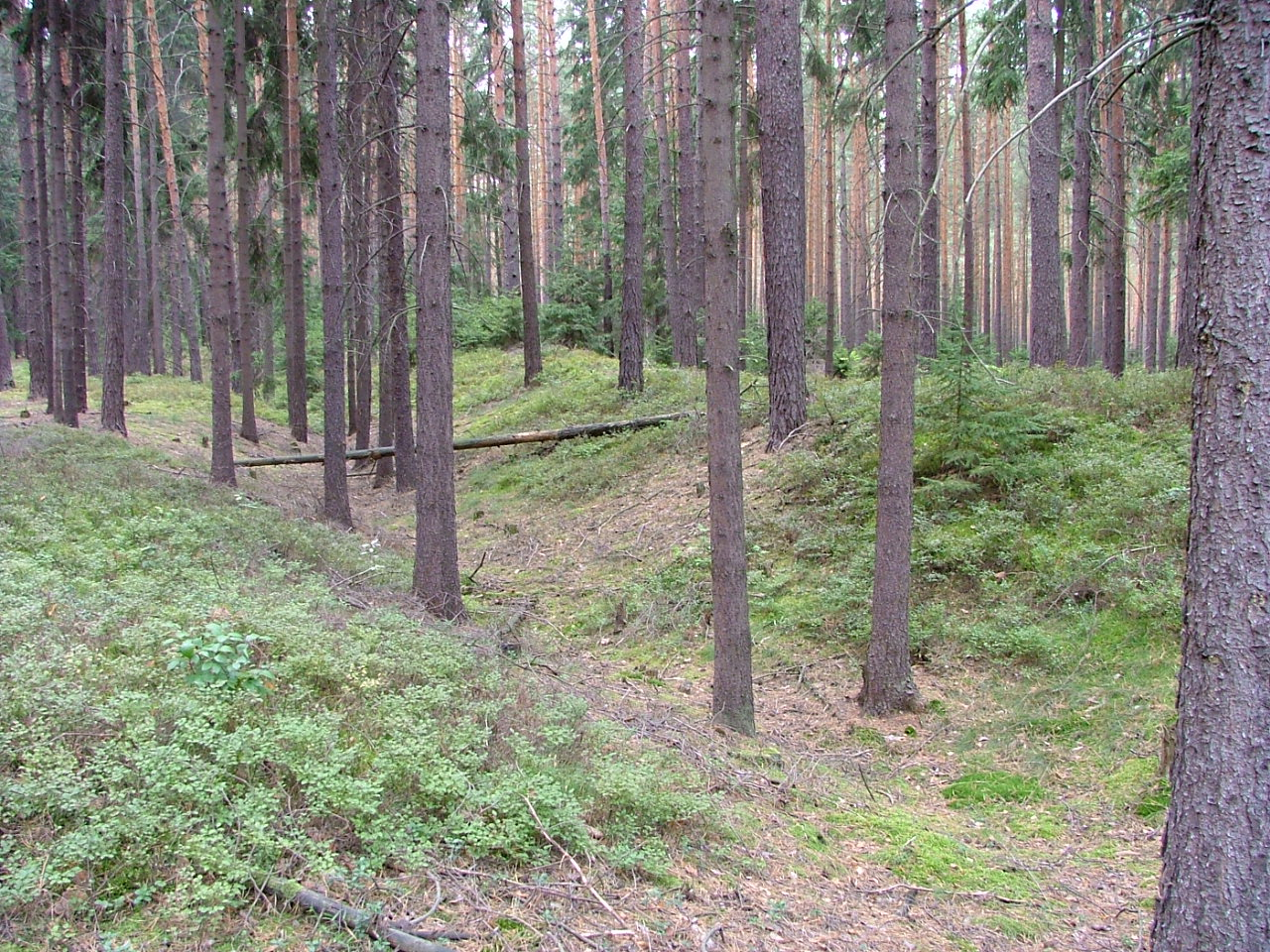
Les murs de Silésie

Les murs de Silésie (polonais : Wały Śląskie ; allemand : Dreigräben ; anglais : Silesia Walls) forment une ligne constituée de trois remparts (ou parfois moins) parallèles qui furent bâtis en basse Silésie (Pologne).
Ils mesuraient une trentaine de kilomètres de long environ, 2,5 mètres de hauteur et atteignaient jusqu’à  47 mètres de largeur (les trois murs réunis).
Ces systèmes de défense étaient  déjà décrits en 1902. Les travaux de recherches effectués entre 2000 et 2006 par M. Boryna, appartenant au service du musée de la ville de Szprotawa (Muzeum Ziemi Szprotawskiej), concluent que ces murs furent construits au XVe siècle. Ils servaient de frontière pour la partie Sud-ouest du duché de Głogów.
M. Boryna suppose que ces murs n’avaient pas uniquement des fonctions militaires, mais aussi un rôle de lutte contre la contrebande.